# 1160.
1160. je sedmo desetletje v 12. stoletju med letoma 1160 in 1169. 